# محوطه بان چاله گورا
محوطه بان چاله گورا مربوط به مس و سنگ است و در شهرستان اسلام‌آباد غرب، بخش مرکزی، دهستان حومه شمالی، ۱/۳ کیلومتری شرق روستای مله امیرخان واقع شده و این اثر در تاریخ ۲۶ اسفند ۱۳۸۷ با شمارهٔ ثبت ۲۵۶۷۴ به‌عنوان یکی از آثار ملی ایران به ثبت رسیده است.